# Уряд Юліяна Ревая
Уряд Юліана Ревая — перший та єдиний уряд незалежної Карпатської України, що існував з 15 по 18 березня 1939 року. Очолював уряд Юліан Ревай.

## Історія
Перший автономний уряд Підкарпатської Русі у складі Чехословаччини було створено 11 жовтня 1938 року.
У ніч з 14 на 15 березня 1939 року армія Угорщини напала на Підкарпатську Русь з метою її окупації. На той час Підкарпатська Русь, що була частиною Чехословаччини, не мала наземного сполучення з Прагою через проголошення незалежності Словаччини 14 березня.
15 березня на засіданні Сойму Карпатської України було прийнято рішення проголосити незалежність Карпатської України. Президентом Сойм обрав того ж дня Августина Волошина — голову попереднього уряду Підкарпатської Русі. Пізніше на цьому ж засіданні було обрано склад нового уряду Карпатської України, який очолив Юліан Ревай. Уряд складався з 6 осіб.
Незалежна Карпатська Україна проіснувала один день. За кілька днів її території були повністю окуповані Угорщиною.

## Склад
| Посада                                                    | Міністр         | Зображення | Початок терміну      | Кінець терміну       |
| --------------------------------------------------------- | --------------- | ---------- | -------------------- | -------------------- |
| Прем'єр-міністр та міністр закордонних справ              | Юліан Ревай     |            | 15 березня 1939 року | 18 березня 1939 року |
| Міністр економіки та оборони                              | Степан Клочурак |            | 15 березня 1939 року | 18 березня 1939 року |
| Міністр внутрішніх справ                                  | Юрій Перевузник |            | 15 березня 1939 року | 18 березня 1939 року |
| Міністр охорони здоров'я та соціального захисту населення | Микола Долинай  |            | 15 березня 1939 року | 18 березня 1939 року |
| Міністр освіти та релігійних справ                        | Августин Штефан |            | 15 березня 1939 року | 18 березня 1939 року |
| Міністр фінансів та комунікацій                           | Юлій Бращайко   |            | 15 березня 1939 року | 18 березня 1939 року |